# Anaplecta balachowskyi
Anaplecta balachowskyi är en kackerlacksart som beskrevs av Bonfils 1975. Anaplecta balachowskyi ingår i släktet Anaplecta och familjen småkackerlackor. Inga underarter finns listade i Catalogue of Life.